# 洛列里亚
洛列里亚，是西班牙巴伦西亚自治区巴伦西亚省的一个市镇。总面积32平方公里，总人口7197人（2001年），人口密度225人/平方公里。